# German Open 1980
Die German Open 1980 im Badminton fanden in Mülheim an der Ruhr statt.  Es war die 24. Austragung der internationalen Titelkämpfe von Deutschland im Badminton.	

## Sieger und Platzierte
| Disziplin    | Gold                                | Silber                           | Bronze                           |
| ------------ | ----------------------------------- | -------------------------------- | -------------------------------- |
| Herreneinzel | Thomas Angarth                      | Kenneth Larsen                   | Ulf Johansson                    |
| Herreneinzel | Thomas Angarth                      | Kenneth Larsen                   | Steve Baddeley                   |
| Dameneinzel  | Pia Nielsen                         | Sally Leadbeater                 | Chen Yuk-Jen                     |
| Dameneinzel  | Pia Nielsen                         | Sally Leadbeater                 | Liselotte Blumer                 |
| Herrendoppel | Jens Peter Nierhoff Steen Skovgaard | Mogens Neergaard Kenneth Larsen  | Harald Klauer Gerhard Treitinger |
| Herrendoppel | Jens Peter Nierhoff Steen Skovgaard | Mogens Neergaard Kenneth Larsen  | Billy Gilliland Dan Travers      |
| Damendoppel  | Jane Webster Karen Chapman          | Sally Leadbeater Gillian Clark   | Joke van Beusekom Marjan Ridder  |
| Damendoppel  | Jane Webster Karen Chapman          | Sally Leadbeater Gillian Clark   | Inge Borgstrøm Anne Skovgaard    |
| Mixed        | Steen Skovgaard Anne Skovgaard      | Billy Gilliland Christine Heatly | Rob Ridder Marjan Ridder         |
| Mixed        | Steen Skovgaard Anne Skovgaard      | Billy Gilliland Christine Heatly | Dan Travers Pamela Hamilton      |

## Finalresultate
| Disziplin    | Sieger                              | Finalist                         | Ergebnis          |
| ------------ | ----------------------------------- | -------------------------------- | ----------------- |
| Herreneinzel | Thomas Angarth                      | Kenneth Larsen                   | 2-15, 15-5, 17-14 |
| Dameneinzel  | Pia Nielsen                         | Sally Leadbeater                 | 11-7, 7-11, 11-2  |
| Herrendoppel | Jens Peter Nierhoff Steen Skovgaard | Mogens Neergaard Kenneth Larsen  | 15-7, 15-5        |
| Damendoppel  | Jane Webster Karen Chapman          | Sally Leadbeater Gillian Clark   | 15-9, 15-5        |
| Mixed        | Steen Skovgaard Anne Skovgaard      | Billy Gilliland Christine Heatly | 15-6, 15-11       |